# Federazione di pallamano dell'Ucraina
La Federazione di pallamano dell'Ucraina (in ucraino Федерація Гандболу України?) è l'ente che governa la pallamano in Ucraina.

È stata fondata nel 1992 ed è affiliata alla International Handball Federation ed alla European Handball Federation.

La federazione assegna ogni anno il titolo di campione d'Ucraina e la coppa nazionale sia maschile che femminile.

Controlla ed organizza l'attività delle squadre nazionali.

La sede amministrativa della federazione è a Kiev.

## Squadre nazionali
La federazione controlla e gestisce tutte le attività delle squadre nazionali ucraine.
- Nazionale di pallamano maschile dell'Ucraina
- Nazionale di pallamano femminile dell'Ucraina

## Competizioni per club
La federazione annualmente organizza e gestisce le principali competizioni per club del paese.
- Campionato ucraino di pallamano maschile
- Campionato ucraino di pallamano femminile
- Coppa d'Ucraina di pallamano maschile
- Coppa d'Ucraina di pallamano femminile